# Lancia Stratos
La Lancia Stratos ou Lancia Stratos HF (High Fidelity) est une voiture de rallye (et version GT Stradale) construite par la marque italienne Lancia. Construite de 1973 à 1978, elle a largement dominé les épreuves de rallye de la deuxième moitié des années 1970.
Elle a remporté trois titres consécutifs (classement constructeurs) du championnat du monde des Rallyes, en 1974, 1975 et 1976 (vainqueurs d'épreuves Andruet, Munari, Darniche et Waldegård, Alén et Tony Fassina remportant aussi chacun une course en 1978-79, ainsi que Tony Carello une autre en Coupe FIA pilotes de 1978). Elle a aussi remporté trois titres consécutifs en championnat d'Europe des rallyes, en 1976, 1977 et 1978 (deux avec le français Bernard Darniche, un autre avec Carello).
Elle a également remporté le titre du Championnat d'Italie des Rallyes (quatre ans d'affilée, de 1976 à 1979, avec Fassina (2), Pregliasco et Vudafieri), ainsi que ceux de France (en 1976 et 1978, avec Darniche), d'Espagne (en 1979 et 1981, avec de Bagration), et de Grèce (en 1978, avec Livieratos). Elle a en outre été Championne d'Europe de rallycross en 1976, avec l'autrichien Franz Wurz en version HF 2.4L.

## Historique

### Origine

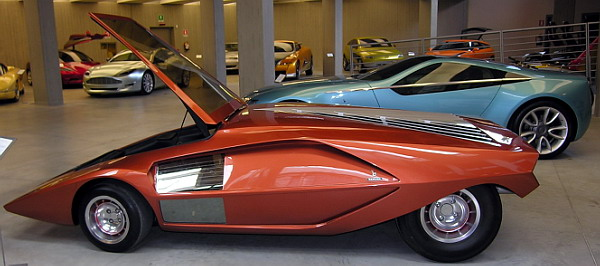
Lancia Stratos Zero (1970) au musée Bertone de Turin.

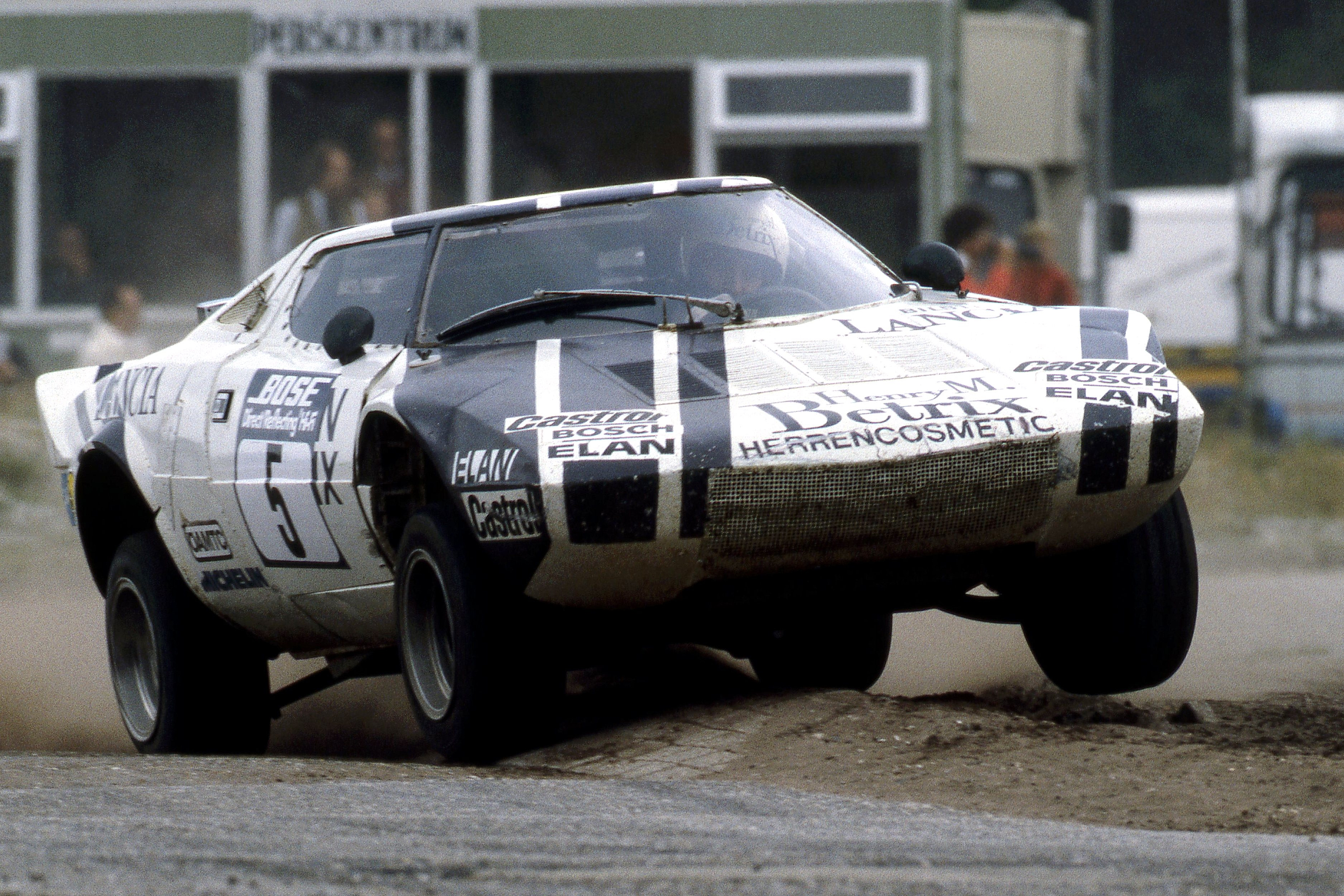
Une Stratos 3L en rallycross.

Le dessin d'origine de cette voiture, peu commun, est dû au crayon affûté du grand maître Nuccio Bertone : un corps épuré « en coin », compact et large. Le concept-car Lancia Stratos 0 a été dévoilé en 1970, au Salon de l'automobile de Turin, il était alors propulsé par le moteur de la Lancia Fulvia V4 HF1600 Rally.
La version définitive, présentée en novembre 1971, a finalement été très différente du modèle de présentation, autant dans son apparence, avec l'apparition d'un vaste cockpit vitré dépassant du reste de la carrosserie, que pour la motorisation, avec un moteur transversal central-arrière de 2 418 cm3 développant 190 chevaux, tiré des Ferrari Dino V6. Le thème stylistique de la découpe arrière des vitres et portes latérales est issu des Lamborghini Miura (mars 1966) puis Alfa Romeo Montréal (avril 1967) mais ici avec une courbure ovoïde continue du pare-brise et des vitres latérales. Cette dernière, issue du prototype Autobianchi A112 Runabout (octobre 1969), sera reprise sur la Citroën GS Camargue (mars 1972) puis la Bertone NSU Trapèze (octobre 1973) et même sur le casque intégral Vitaloni Strato's. Les ouvrants, capots, trappe à bagages et portes reprennent la cinématique spectaculaire de la Lamborghini Miura.
Marcello Gandini explique que: "La Lancia Stratos Zero naquit du besoin de faire quelque chose pour le salon de Turin de 1970. Ce genre de sculpture naît sans aucun but. Toutefois c'eut le mérite de provoquer, de convaincre la direction de Lancia d'en faire quelque chose pour le Rallye, qu'alors Lancia fréquentait avec un choix limité, la Fulvia".  En complément Marcello Gandini précise que la désignation "Stratos" provient du nom d'un modèle réduit d’aéromodélisme préfabriqué en bois qu'il s'offrit à la même époque. Le prototype Strato's Zéro était badgé "Strato's" avec une apostrophe, orthographe qui n'a jamais été respectée par aucun journaliste. Il en était de même du prototype rouge brique de la Strato's HF.
La Stratos fut la première voiture conçue en vue des rallyes internationaux, ce qui lui permit de gagner face aux autres modèles, qui, à l'époque, étaient de simples adaptations de versions initialement prévues pour l'usage routier de la grande série. La Stratos fut développée sous la responsabilité de l'ingénieur Nicola Materazzi.

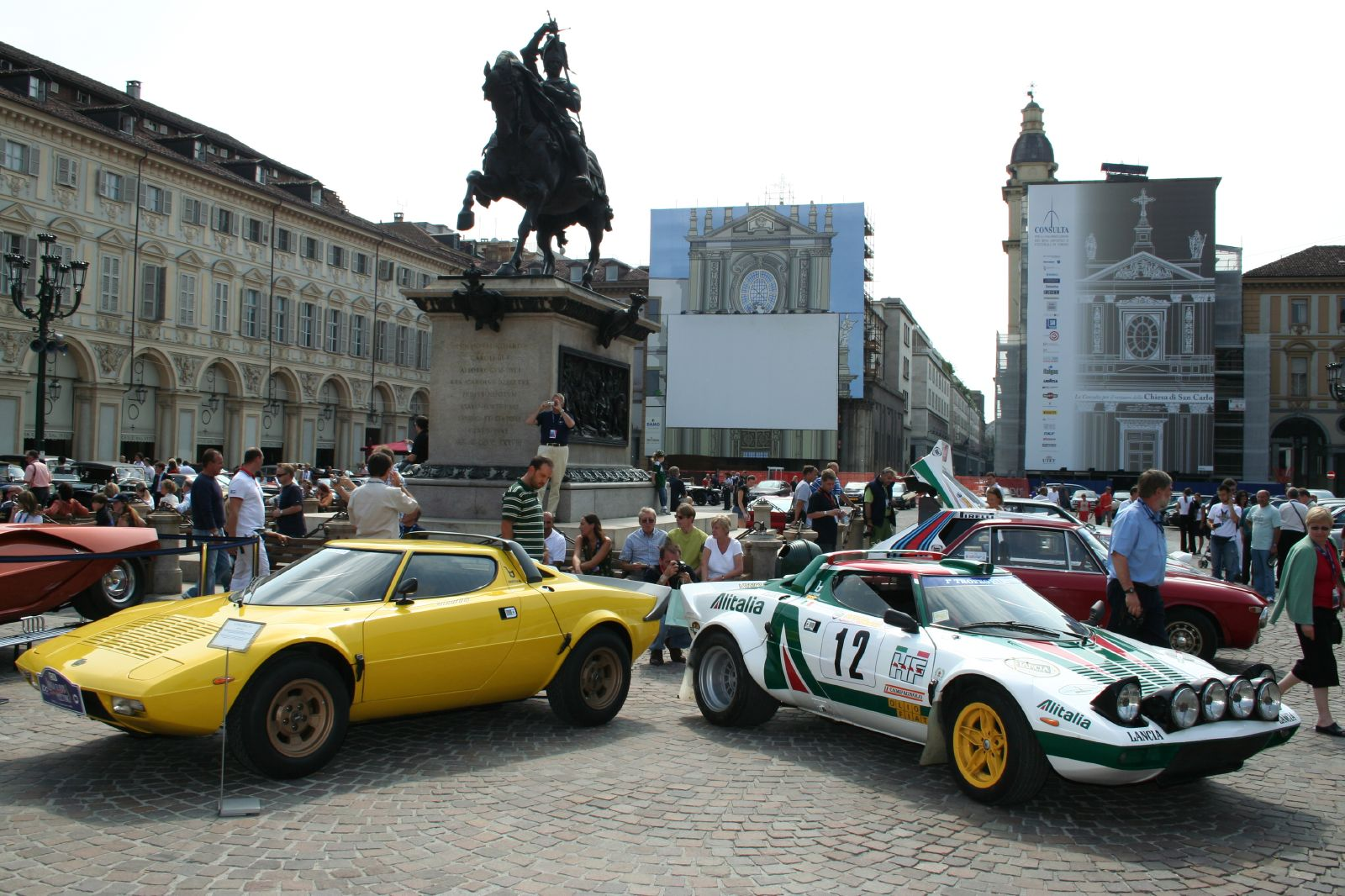
Versions Stratos HF Stradale, et Stratos HF Rally, pour les 100 ans de Lancia à Turin.

492 modèles ont été construits en plus des trois prototypes de mise au point.

### Lancia Stratos Stradale
Une version routière Stradale est commercialisée en 1973, avec quelques différences mineures, dont deux phares rétractables sans les quatre phares à l’avant, et un tableau de bord spécifique dérivé des Fiat 124 Coupé...

### Carrière en rallye

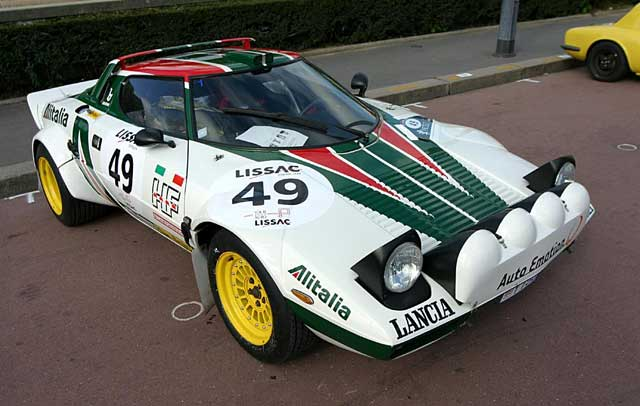
Modèle de compétition de la Stratos.

Lancia fit de nombreux tests de la Stratos en participant, en 1972 et 1973, à plusieurs rallyes, dans la catégorie Groupe 5. À partir de 1973, la Stratos fut produite à 401 exemplaires commerciaux, obligation pour l'homologation de sa version de rallye (en fait, sa version initiale). Cette homologation fut obtenue le 1er octobre 1974, pour la seconde partie du championnat du monde des rallyes 1974. La version de course a bénéficié de modifications du moteur pour le porter à 280 chevaux, puis à 480 chevaux avec turbocompresseur. Cette dernière évolution, permise uniquement dans le Groupe 5, ne fut jamais aussi fiable que les concurrentes de l'époque, conçues sans turbo.
L'efficacité native de la voiture, qui est compacte, légère, au bon équilibre grâce à son moteur transversal central arrière, lui a permis de remporter les championnats 1974, 1975 et 1976, avec le pilote italien Sandro Munari. Elle aurait pu gagner d'autres courses, si elle n'avait pas été remplacée par la Fiat 131 Abarth pour raisons de politique commerciale. Mais même sans le support de Fiat, malgré les changements dans la règlementation des rallyes, la Stratos est restée une voiture très compétitive aux mains d'écuries privées : sa dernière victoire a été en 1981, au Rallye du tour de Corse, avec Bernard Darniche. En Espagne, le Prince Jorge de Bagration lui fit conquérir le titre national à deux reprises.

### Palmarès

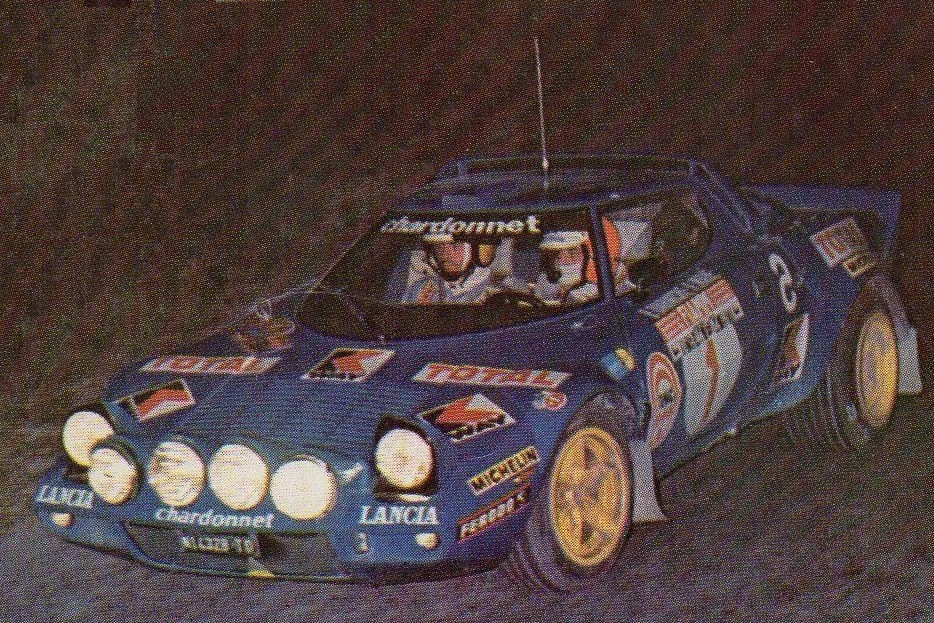
Bernard Darniche au Rallye Monte-Carlo 1976.

- Coupe FIA pilotes: Markku Alén (1978, + Fiat 131 Abarth) ;
- Victoires en Championnat du monde (17) :

SanRemo 1974, 1975, 1976, 1978 et 1979, Rideau Lakes 1974, Corse 1974, 1975, 1976, 1979 et 1981, Monte-Carlo 1975, 1976 et 1977, Suède 1975, Portugal 1976, Monte-Carlo 1979 ;
- Autres victoires en Coupe FIA pilotes (exclusives) :

Tour d'Italie automobile  1978; Catalogne 1978 ;  
- Victoires en Championnat d'Europe (Munari, Andruet, de Bagration, Vudafieri, Pregliasco, Darniche, Jaroszewicz, Carello, Fassina) (>40):

Firestone 1973 et 1977, Tour de France auto 1973 et 1977, Tour d'Italie 1974, Lyon-Charbonnières 1976 et 1978 (Stuttgart), 4 Régioni 1975, 1976, 1977 et 1978, San Martino di Castrozza 1976 et 1977, Pologne 1976 et 1977, RACE d'Espagne 1976, 1978 et 1979, Bulgarie 1976, Saxon de la Baltique 1976, Friul e Alpi orientali 1977 et 1978, Sicile 1976 et 1977, Isola d'Elba 1977, 1978 et 1979, Critérium Alpin 1977 et 1978, Lucien Bianchi 1977, Ypres 1977, Lorraine 1978, Antibes 1978, Châtaigne 1978, Targa Florio 1974, Halkidikis 1978, OeASC 1978 (Autriche), Costa Brava 1978, Orense 1979, Madère 1979, Costa Smeralda 1980, CS 1980 et 1981 (Espagne), Maspalomas (1981) (les dernières courses remportées seront en 1982 en Italie, avec les rallyes nationaux d'Ormezzano et de Monza) ;  
- Victoires en Championnat de France (Munari, Andruet, Darniche) (31) :

Tour de France auto 1973, 1975, 1977, 1979 et 1980, Neige et Glace 1974 et 1976, Giraglia 1974 et 1976, Corse 1974, 1975, 1976 et 1981, Var 1975, Lyon-Charbonnières 1976 et 1978, Touraine 1976, 1978 et 1981, Dôme-Forez 1976, Antibes 1976 et 1978, Nièvre 1976, Critérium Alpin 1977 et 1978, Jeanne d'Arc 1977, Jean Behra 1978, Lorraine 1978, Cévenole 1978, Châtaigne 1978, Cévennes 1978.
- Autres: Tour d'Italie 1976.
- Victoires féminines : dernière édition du Rallye Paris - Saint-Raphaël Féminin avec la Belge Christine Beckers en 1974, et Coupe des Dames des Rallyes Monte-Carlo 1977 (Christine Dacremont) et 1978 (Michèle Mouton).

(l'Allemand Walter Röhrl a également remporté deux manches du championnat d'Allemagne en 1978, en Sarre et à l'Hunsrück)

### Carrière sur circuit

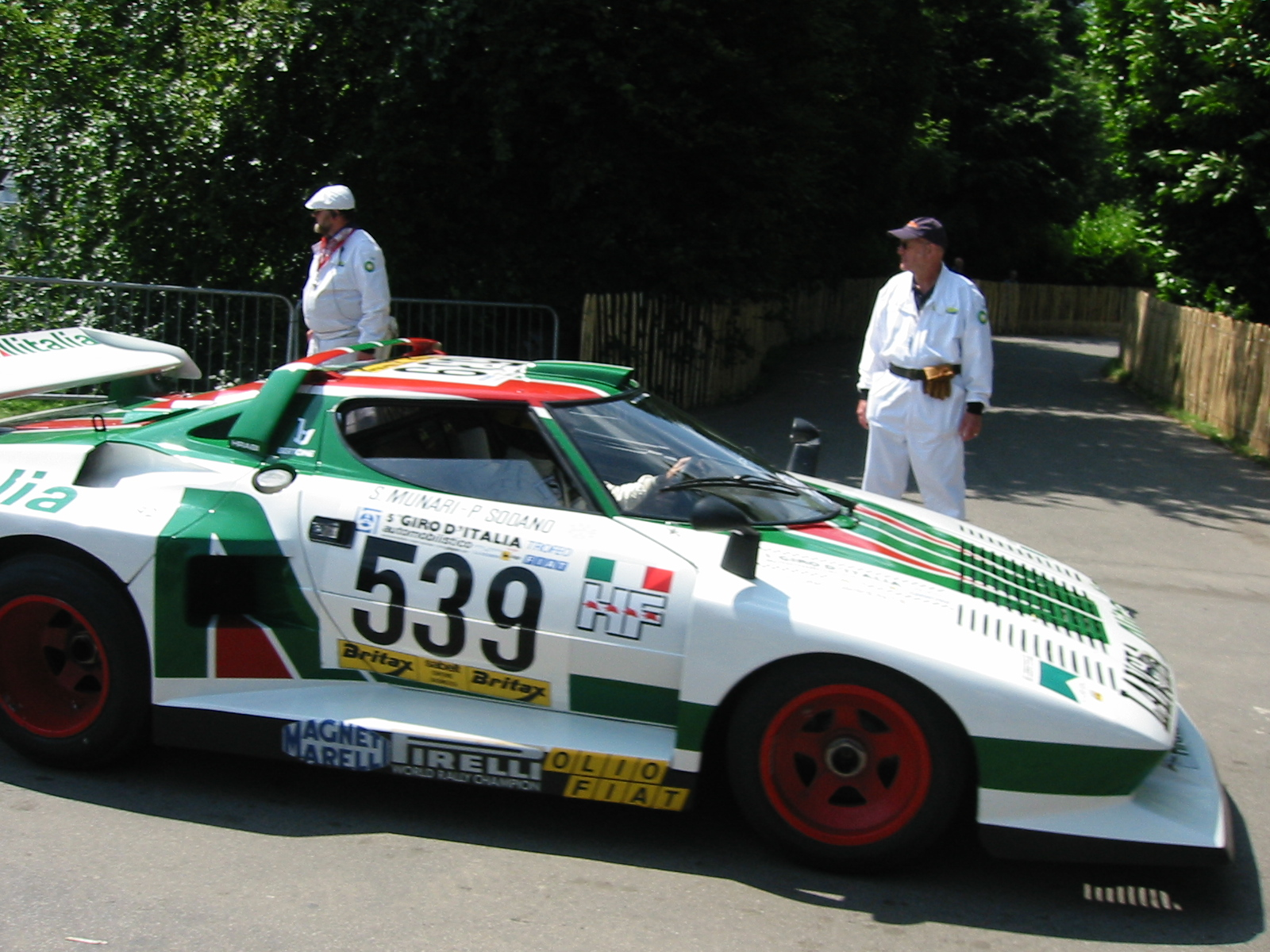
Lancia Stratos Turbo.

Après son remplacement en rallye par la Fiat 131 Abarth, Lancia a construit deux Stratos « silhouette » à turbocompresseur, en vue de courses d'endurance sur circuits. Elles ont généralement été battues par les Porsche 935, mais ont gagné quelques courses. Ces deux exemplaires ont aussi participé au Tour de France automobile et au Tour d'Italie automobile, remportant la victoire dans cette dernière course en 1976.
L'une de ces deux Stratos fut détruite sur le circuit de Zeltweg, prenant feu à la suite de problèmes de refroidissement. La seconde d'entre elles, gagna à nouveau le Giro, puis fut envoyée au Japon en vue de participer au Fuji Speedway based Formula Silhouette series, mais elle n'y courut finalement pas. Elle fut achetée par la Matsuda Collection, puis par le collectionneur de Stratos Christian Hrabalek à l'origine du projet Fenomenon.

## Concept cars et tentatives de renaissance

### Lancia Sibilo

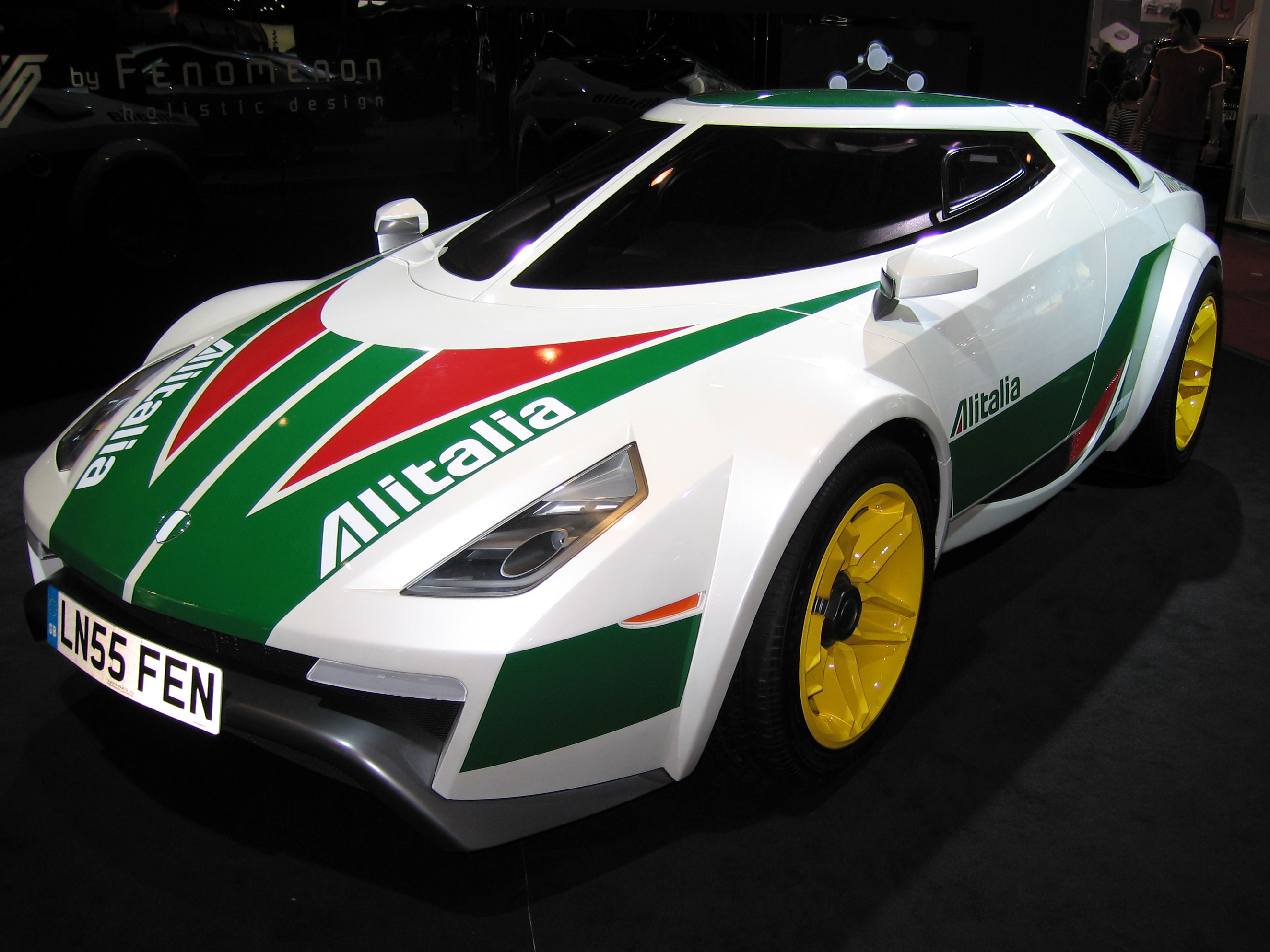
Fenomenon Stratos.

Au Salon de l'automobile de Turin de 1978, Bertone dévoile la Sibilo (en), un concept-car basé sur le châssis et la mécanique de la Stratos.

### Fenomenon Stratos
En 2005, au Salon de Genève, la société britannique Fenomenon  présente une version moderne de la Stratos, conçue par le designer autrichien Chris Hrabalek.
La mise en production, un temps envisagée, a été abandonnée.

### New Stratos

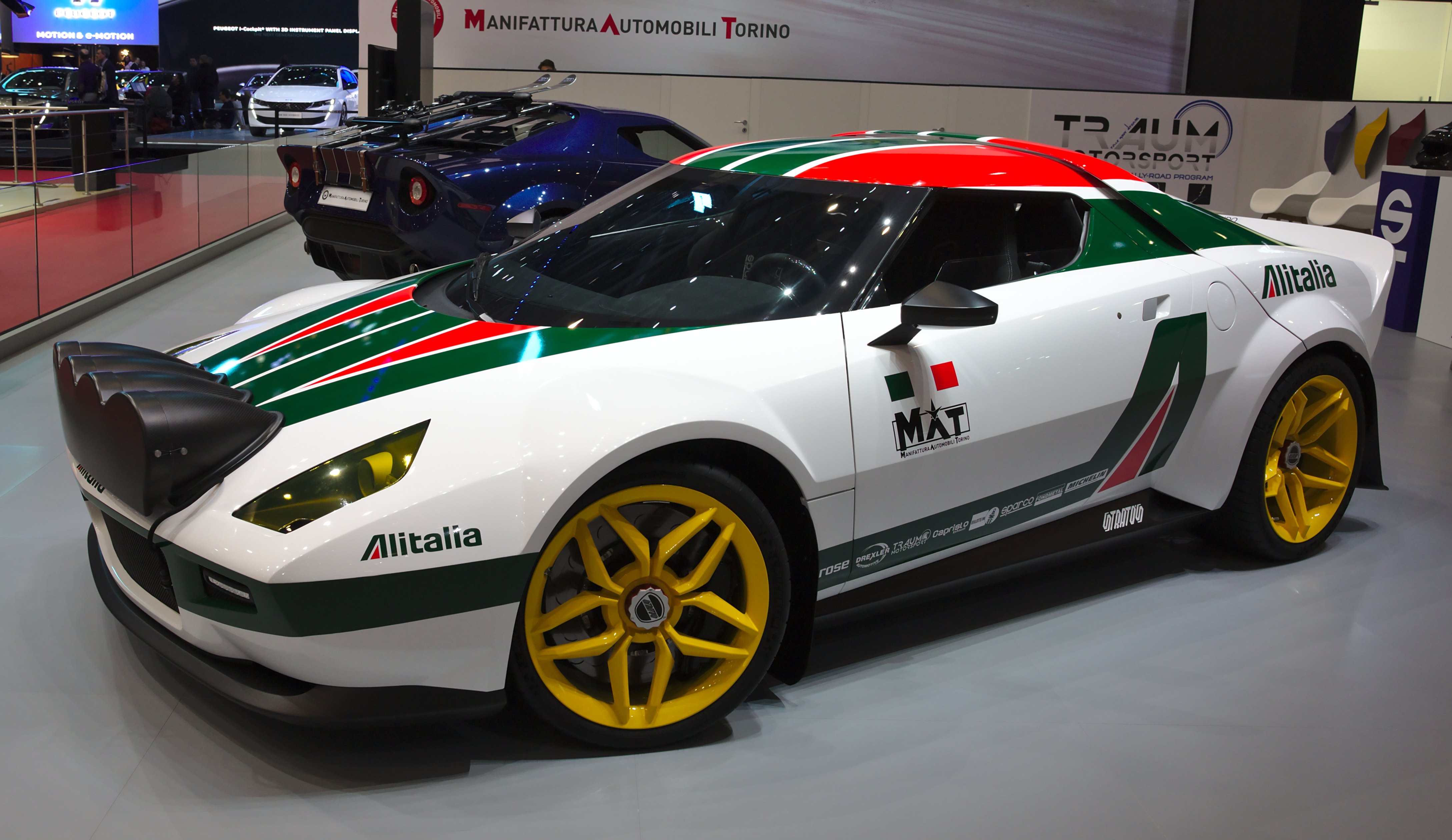
New Stratos.

Fin 2010, un groupe de mécènes menés par le pilote de rallyes de véhicules historiques et industriel allemand Michael Stoschek (de), après avoir racheté le nom Stratos et créé la marque New Stratos, dévoile un modèle du même nom.
La carrosserie est dessinée par le département véhicules spéciaux de Pininfarina ; le châssis est une plate-forme de Ferrari F430 Scuderia dont l'empattement est raccourci de 20 cm. Un arceau est intégré pour en augmenter la rigidité et le moteur, emprunté au modèle Ferrari, développe 540 chevaux.
La voiture, proposée sur commande aux alentours de 600 000 €, attire cinquante clients potentiels. Mais, mi-2011, New Stratos annonce officiellement l'arrêt du projet, la direction de Ferrari ayant mis son veto et interdit à Pininfarina de passer à la phase de production. Le seul exemplaire existant devrait participer à des rencontres sportives, des salons et des festivals automobiles. Après quelques années, cependant, et les autorisations nécessaires, la New Stratos va enfin naître avec une série limitée de 25 modèles avec au choix, boîte manuelle ou boîte robotisée .

## Médias
La Stratos est visible dans certains films, entre autres dans :
- 1978 : Les Ringards, de Robert Pouret
- 1988 : Moonwalker, de Jerry Kramer et Colin Chilvers, en version Lancia Stratos Zero incarnée par Michael Jackson.
- 2001 : La Lancia Stratos, avec Bernard Darniche, de Fabrice Maze. Une co-production Seven Doc, Gemka, Screen Services.

La Stratos a aussi été utilisée dans plusieurs dessins animés et mangas, dont :
- les Transformers, avec l'autobot Wheeljack,
- la série Ghost in the Shell: Stand Alone Complex, où la voiture de Batou est une Stratos,
- ÉX-Driver, où un des personnages principaux, nommé Lisa Sakakino, pilote une Stratos de Groupe 4 bleue.

Elle a aussi été mise sur les écrans des jeux vidéo :
- Elle est la voiture de Kouduki Yuuko dans les jeux Muv-Luv et Muv-Luv Alternative.
- Et elle est bien sûr pilotable dans de nombreux jeux de simulation automobile, comme Sega Rally Championship, Grand Prix Legends, Top Gear Rally 2, Project Gotham Racing 2, Forza Motorsport, Gran Turismo 2, 4, 5 et 6, Colin McRae: Dirt, Dirt Rally, TOCA Race Driver 3, Driver: San Francisco, V-Rally 2, 4, Test Drive Unlimited 2, et WRC 8.